# Pearl Jam
Els Pearl Jam són un grup de rock alternatiu dels EUA, formada a Seattle, Washington, l'any 1990. Normalment se'ls encasella dins de l'anomenat moviment grunge. També formen part de l'anomenat "so de Seattle" tant per raons geogràfiques com musicals. La formació de la banda està formada pels membres fundadors Jeff Ament (baix), Stone Gossard (guitarra rítmica), Mike McCready (guitarra principal) i Eddie Vedder (veu principal, guitarra), així com Matt Cameron (bateria), que es va incorporar el 1998. El teclista Boom Gaspar també ha estat membre de gires/sessions de la banda des del 2002. Entre els antics membres hi ha Dave Krusen (un membre original) , Matt Chamberlain, Dave Abbruzzese i Jack Irons, tots ells bateries de la banda de 1990 a 1998. Pearl Jam s'ha venut més que molts dels seus contemporanis des de principis dels anys 90, i es considera una de les bandes més influents d'aquella dècada, anomenada "la banda nord-americana de rock and roll més popular de els anys 90".

## Membres
- Eddie Vedder, cantant i guitarrista.
- Mike McCready, guitarra.
- Stone Gossard, guitarra.
- Matt Cameron, bateria.
- Jeff Amentt, baix.
- Boom Gaspar, teclats (no oficial).

Així mateix, el grup ha comptat amb diversos bateries al llarg de la seua existència:
- Dave Krusen. Va abandonar el grup per motius personals.
- Dave Abruzzesse. Segons totes les cròniques, va ser expulsat del grup per desavinences amb alguns dels seus membres.
- Jack Irons (ex Red Hot Chili Peppers). Va abandonar la formació per problemes de salut mental.

## Discografia

### Discos d'estudi
- Ten (1991)
- Vs (1993)
- Vitalogy (1994)
- No Code (1996)
- Yield (1998)
- Binaural (2000)
- Riot Act (2003)
- Pearl Jam (2006)
- Backspacer (2009)
- Lightning Bolt (2013)
- Gigaton (2020)
- Dark Matter (2024)

### Recopilatoris
- Rearviewmirror (doble)

### Rareses
- Lost Dogs (doble)

### En directe
- Live on Two Legs (1998)
- Live at Benaroya Hall (2004)
- Live at the Gorge 05/06 (2007)
- Live on Ten Legs (2011)
- Bootlegs Oficials: Des del 2000, gairebé tots els seus concerts han estat editats en CD o posats a la venda directament per Internet mitjançant format descarregable com l'MP3 o el Flac.

### "Christmas singles"
Des que el grup existeix, tots els anys s'edita un disc senzill de vinil que es distribueix entre els socis del seu club de fans, el Ten Club.
A més, compten amb nombroses col·laboracions, aparicions en treballs d'altres artistes i treballs en solitari o amb projectes paral·lels.

## Videografia
El grup va deixar d'editar vídeos musicals de les seues cançons des que un xiquet que va cometre homicidis a la seua escola va declarar haver-se inspirat en el vídeo de Jeremy. També, suposadament, van deixar de fer-ho com una manera de rebutjar el màrqueting imposat al món de la música. Tanmateix, després d'això es va editar un vídeo de dibuixos animats per a Do The Evolution (Yield), diversos materials promocionals en directe per al disc Riot Act i, definitivament, a partir del disc amb títol homònim al de la banda es van tornar a publicar vídeos musicals d'"estudi" amb l'aparició dels membres de la banda. El 4 de juny de l'any 2020 publicarien una versió no censurada del videoclip de Jeremy en la qual al final del videoclip el nen protagonista es dispara a boca de canó amb un revòlver davant tota la classe al centre escolar.

### Vídeos musicals
- Alive
- Even Flow
- Jeremy
- Oceans
- Do the Evolution
- I Am Mine
- Save You
- Love Boat Captain
- Thumbing my Way
- Life Wasted
- World Wide Suicide

### Concerts en directe i altres
- Single Video Theory (VHS/DVD) (1998)
- Touring Band 2000 (VHS/DVD) (2001)
- Live at the Garden (DVD) (2003)
- Immagine in Cornice (DVD) (2007)
- Pearl Jam Twenty (DVD/BLURAY) (2011)